# Gaszowice (Silésie)
Pour les articles homonymes, voir Gaszowice.
Gaszowice est un village de la voïvodie de Silésie et du powiat de Rybnik. Il est le siège de la gmina de Gaszowice et comptait 2.861 habitants en 2008.

## Histoire
De 1818 à 1922, Gaschowitz fait partie de l'arrondissement de Rybnik dans le district d'Oppeln au sein la province de Silésie